# 서시리아 전례
서시리아 전례 또는 시리아 종교 의식은 주로 시리아 정교회와 그와 관련된 교회들에서 기독교 예배 의식으로 수행되는 전례이다. 안티오키아 총대주교에서 유래된 안티오키아 전례로 알려진 전례의 종류 가운데 일부이다. 이 예식에는 수많은 다른 의식들이 있다.
이 전례는 오리엔트 정교회에 속하는 시리아 정교회, 그리고 시리아 가톨릭교회, 그리고 동방 가톨릭교회 중 로마 교황청과 완전한 친교를 가진 쪽에서 행해지며, 또 한편 동방 가톨릭교회에 속하는 마론 전례 가톨릭교회의 대부분에서도 행해진다. 지리적 변종인 말랑카라 전례(Malankara Rite)는 인도의 말랑카라(Malankara) 교회에서 발전했으며 해당 교회의 전통을 잇는 지역에서 여전히 실시되고 있다.

## 같이 보기
- 시리아 정교회
- 합성론
- 동시리아 전례